# صوت قلبي ثالث
الصوت القلبي الثالث (أو S3) هو صوتٌ قلبي إضافي نادر يحدث مباشرة بعد صوتي القلب العاديين lub-dub S1 وS2 و S3 مرتبط بفشل القلب.

## علم وظائف الأعضاء
يحدث في بداية الثلث الأوسط من الانبساط، حوالي 0.12 إلى 0.18 ثانية بعد S2. ينتج هذا إيقاعًا كلاسيكيًا مقارنة بإيقاع كلمة (كنتاكي) مع المقطع النهائي (CKY) الذي يمثل S3. يمكن للمرء أيضًا استخدام عبارة Slosh'-ing-IN للمساعدة في الإيقاع (Slosh S1 ،-ing S2 ،-in S3)، بالإضافة إلى علم أمراض صوت S3، أو أي عدد آخر من المتغيرات المحلية.
قد يكون S3 طبيعيًا عند الأشخاص الذين تقل أعمارهم عن 40 عامًا وبعض الرياضيين المدربين ولكن يجب أن يختفي قبل منتصف العمر. عودة ظهور هذا الصوت في وقت متأخر من الحياة أمر غير طبيعي وقد يشير إلى مشاكل خطيرة مثل قصور القلب. صوت S3 أقل حدة من الأصوات العادية، وعادة ما يكون خافتًا، ويسمع بشكل أفضل مع جرس سماعة الطبيب.
وقد أطلق عليه أيضًا اسم العدو البطيني أو العدو الانبساطي الأولي بسبب مكانه في الانبساط المبكر. إنه نوع من إيقاع العدو بحكم وجود صوت إضافي؛ إيقاع العدو الآخر يسمى S4. كلاهما مختلفان تمامًا، لكنهما قد يحدثان في بعض الأحيان معًا لتشكيل فرس رباعي. إذا كان معدل ضربات القلب سريعًا جدًا أيضًا (عدم انتظام دقات القلب)، فقد يصبح من الصعب التمييز بين S3 وS4 وبالتالي إنتاج صوت واحد يسمى سباق التجميع. صوت S3 هو صوت باهت منخفض النبرة يتم سماعه بشكل أفضل مع وضع الجرس فوق قمة القلب مع وضع المريض في وضع الاستلقاء الجانبي الأيسر. يشير صوت القلب هذا عند وجوده لدى الطفل أو الشاب إلى وجود بطين مرن يمكن أن يخضع لملء سريع. على العكس من ذلك، عندما يُسمع صوت S3 لدى شخص بالغ في منتصف العمر أو أكبر سنًا، غالبًا ما يكون علامة على المرض، ما يشير إلى زيادة ملء البطين بسبب قصور القلب الاحتقاني أو ارتجاع الصمام التاجي أو ثلاثي الشرفات.

## الأسباب
يُعتقد أن S3 ناتج عن تذبذب الدم ذهابًا وإيابًا بين جدران البطينين الذي يبدأ بتدفق الدم من الأذينين. من المحتمل أن السبب في عدم حدوث صوت القلب الثالث حتى الثلث الأوسط من الانبساط هو أنه خلال الجزء الأول من الانبساط، لا يحدث ملء للبطينين بشكل كافٍ لخلق توتر كافٍ للتردد. قد يكون أيضًا نتيجة توتر الأوتار القلبية أثناء الملء والتوسع السريع للبطين.

## حالات ذات الصلة.
تعد الحالة مرتبطة بفشل القلب، الناجم عن حالات لها:

### ملء بطيني سريع
- قلس الصمام التاجي - يحدث هذا عندما تفشل إحدى وريقات الصمام التاجي التي توقف تدفق الدم من البطين الأيسر إلى الأذين الأيسر، ما يسمح بدخول الدم إلى الأذينين أثناء الانقباض. هذا يعني أن الأذين الأيسر سيكون ممتلئًا بشكل زائد، ما يؤدي إلى ملء بطيني سريع عند فتح الصمام التاجي.[9]
- ارتفاع ضغط ملء الأذين الأيسر والبطين الأيسر، وعادة ما يكون نتيجة لتصلب البطين الأيسر وتوسعه
- عيب الحاجز البطيني - هو ثقب في الجدار بين البطينين، ما يسمح بالملء السريع من البطين الآخر.

### ضعف وظيفة البطين الأيسر
- ما بعد MI - يتسبب موت الأنسجة في جدار البطين بسبب فقدان إمدادات الدم في أن مناطق الجدار لا تتحرك بشكل طبيعي (نقص الحركة)، أو لا تتحرك على الإطلاق (عدم الحركة)، ما يعني أنها تسترخي بشكل أبطأ، وبالتالي فإن البطين الحشو سريع نسبيًا.
- تمدد عضلة القلب - تكون جدران البطين غير طبيعية لعدة أسباب، وتصبح رقيقة وصلبة لذا لا تسترخي بشكل جيد.

يمكن أن يكون S3 أيضًا بسبب قلس ثلاثي الشرفات، ويمكن أن يشير إلى مرض القلب الناتج عن ارتفاع ضغط الدم.
في الحالات التي تؤثر على التامور أو الأمراض التي تؤثر بشكل أساسي على عضلة القلب (اعتلال عضلة القلب التقييدية)، يمكن سماع صوت مماثل، ولكن عادةً ما يكون أكثر حدة ويسمى (ضربة التامور). يمكن أيضًا الخلط بين S3 والانقسام الواسع S2، أو المفاجئة الفتحة التاجية، ولكن هذه الأصوات عادة ما تكون ذات نغمة أعلى بكثير وتحدث بالقرب من بداية S2.

## العلاج
الحالة نفسها لا تحتاج إلى علاج، لكن السبب الأساسي يتطلب تصحيحًا. اعتمادًا على المسببات، قد يحل إيقاع العدو تلقائيًا.

## روابط خارجية
- KUO PT، SCHNABEL TG، BLAKEMORE WS، WHEREAT AF (1957). "Diastolic Gallop Sounds, the Mechanism of Production". J. Clin. Invest. ج. 36 ع. 7: 1035–42. DOI:10.1172/JCI103499. PMC:1072690. PMID:13449156.